# Teratohyla adenocheira
Teratohyla adenocheira é uma espécie de anfíbio da família Centrolenidae. Pode ser encontrada na Bolívia e Brasil.